# Banská Štiavnica
Banská Štiavnica (madžarsko Selmecbánya, nemško Schemnitz) je mesto s približno 10.000 prebivalci. Nahaja se v osrednjem delu Slovaške, južno od Zvolna in Banske Bystrice, v odmaknjenih predelih hribovja Štiavnické vrchy (Štiavniške gore), ki so skrajni zahodni obronki Slovaškega rudogorja. Mesto dolguje svoj obstoj in razcvet nahajališču rud, zlasti zlata in srebra, ter s tem povezani rudarski dejavnosti, kar se odraža tudi v imenu. Bana namreč v slovaščini pomeni »rudnik«. Zaradi izjemno ohranjenega srednjeveškega mestnega jedra je bila 11. decembra 1993 vpisana v UNESCOv seznam svetovne dediščine.

## Zgodovina
Mesto je prvič omenjeno v listini iz leta 1156 kot Terra banensium. Leta 1217 je dobilo mestne pravice. Vanj so se priseljevali rudarji iz Češke in Saške, ki so sprva kopali rudo v dnevnih kopih. V 16. stoletju je izkop v rudnikih okoli mesta prehitel češko Kutno Horo in pravico do izkoriščanja rudnikov srebra si je pridobila znana augsburška bankirska družina Fugger. Leta 1627 je bilo tu prvič v zgodovini rudarstva izvedeno miniranje: sode smodnika so namestili v jamah in jih razstrelili. Ker so na tak način hitro izčrpali lahko dostopne žile, so bili prisiljeni kopati vedno globlje in temu primerno razvijati nove tehnike in stroje. Leta 1735 je bila ustanovljena rudarska šola, ki jo je Marija Terezija leta 1762 povzdignila v prvo rudarsko akademijo na svetu. Na njej so se šolali številni rudarski inženirji Habsburške monarhije in srednje Evrope, tudi mnogi idrijski. Še leta 1782 je Banská Štiavnica skupaj z okoliškimi naselji štela okoli 40.000 prebivalcev ter tako bila za Bratislavo in Debrecenom tretje največje mesto takratne Kraljevine Ogrske. V drugi polovici 19. stoletja se je zaradi izčrpanosti rudnikov pričel zaton mesta, ki je dokončno napočil po razpadu Avstro-Ogrske, ko so rudarsko akademijo preselili v madžarski Sopron. Številne zgradbe in tehnični spomeniki so propadali vse do 70. let 20. stoletja, ko je slovaška vlada pričela z načrtno obnovo.

## Demografija
| Leto          | 1994   | 2004    | 2014    | 2024    |
| ------------- | ------ | ------- | ------- | ------- |
| Število ljudi | 10.582 | 10.814  | 10.191  | 9293    |
| Razlika       |        | +2,19 % | −5,76 % | −8,81 % |

| Leto          | 2023 | 2024    |
| ------------- | ---- | ------- |
| Število ljudi | 9339 | 9293    |
| Razlika       |      | −0,49 % |

## Arhitektura
V okolici mesta je moč videti razpreden sistem kanalov, zapornic in vodnih zbiralnikov, ki so služili bodisi oskrbi mesta z vodo bodisi izhlapevanju iz rudnikov načrpane vode. Na zlate čase spominjajo številne razkošne zgradbe
premožnejših meščanov, ki so jih predelali v času renesanse. Najelitnejše so na Trgu sv. Trojice z baročnim kužnim znamenjem. Zaradi možnih nesreč so bili rudarji zelo pobožni, kar se odraža v številnih cerkvah, npr. gotska cerkev sv. Katarine (po jeziku bogoslužja imenovana tudi slovaška cerkev), cerkev Marijinega vnebovzetja (nemška cerkev),
evangeličanska cerkev in cerkev na hribu Kalvarija s 17 baročnimi postajami križevega pota. Tudi Stari grad iz 13. stoletja je prvotno bil bazilika, dokler ga niso v 16. stoletju zaradi nevarnosti turških vpadov predelali v renesančno utrdbo (srednja ladja je postala grajsko dvorišče) z dodanimi obrambnimi zidovi. Iz istega vzroka so leta 1571 na vzpetini nad mestom zgradili tudi Novi grad. Na rudarske čase spominja Klopačka nad zahodnim delom mesta, kjer so s tolčenjem po leseni plošči oznanjali začetek rudarske izmene. Rudarski muzej na več lokacijah celovito prikazuje razvoj rudarstva v mestu in po celi Slovaški, možen je tudi obisk nekdanjega rudnika.

## Galerija
- Kammerhof, nekdanji sedež rudarskega ceha
- Novi grad
- Kammerhofská, ena glavnih mestnih ulic
- Trg Svete trojice
- Tunel Glanzenberg vodi pod središče Banske Štiavnice.